# Japón en los Juegos Olímpicos de Cortina d'Ampezzo 1956
Japón estuvo representado en los Juegos Olímpicos de Cortina d'Ampezzo 1956 por un total de 10 deportistas que compitieron en 5 deportes.  
El portador de la bandera en la ceremonia de apertura fue el esquiador de combinada nórdica Hiroshi Yoshizawa.

## Medallistas
El equipo olímpico japonés obtuvo las siguientes medallas:
| Nombre        | Deporte      | Competición |
| ------------- | ------------ | ----------- |
| Oro           |              |             |
| —             |              |             |
| Plata         |              |             |
| Chiharu Igaya | Esquí alpino | Eslalon M   |
| Bronce        |              |             |
| —             |              |             |